# Összefogás Pécsért Egyesület
Az Összefogás Pécsért Egyesület 2002-ben alakult Pécsett. Jelentős szerepet játszott abban, hogy nem a város felett, a Tubesen épült meg az a katonai lokátor, amely egészségügyi és biztonsági kockázatokat hordozott volna magában Pécsre nézve.

## Hitvallás
Az Összefogás Pécsért Egyesület a családjukért, városukért és hazájukért felelősséget érző lokálpatrióták közössége, akik Pécs közéletében és a város ügyeinek irányításában közvetve és közvetlenül is részt kívánnak venni.
Meggyőződésük és tapasztalataik szerint az országos politikai pártok érdekei gyakorta a helyi közösségek értékeinek rovására érvényesülnek, amit csakis úgy lehet megelőzni, hogy a helyi társadalmi szervezetek a keresztény erkölcsből fakadó értékrend alapján lényegi szerepet vállalnak városuk életének alakításában.
Az egyesület nyitott az együttműködésre mindazokkal, akik alapértékeiket elfogadják.

## Az egyesület célja
Pécs városa és nemzetünk gazdasági és társadalmi felemelkedése érdekében az egyesület:
Segíti a Pécs városáért tenni akaró, nemzeti elkötelezettségű szervezetek, és személyek összefogását. A fenti szervezetekkel és személyekkel közösen véleményezi, illetve megalkotja, majd folyamatosan formálja a város fenntartható fejlődését szolgáló fejlesztési terveit.
Erősíti a város polgárainak és közösségeinek érdekképviseleteit, igény esetén önálló képviseletet hoz létre. A város polgárainak széles körű tájékozódása érdekében kommunikációs csatornákat alakít ki. Lehetőségei szerint segíti a város önszerveződő közösségeit és kezdeményezéseit.
Közreműködik városunk gazdasági, szellemi és természeti értékeinek megóvásában, erőforrásainak kialakításában, és ezek mind szélesebb körű megismertetésében.

## Az egyesület jelene
Az egyesület elnöke a megalakulás óta dr. Kellermayer Miklós, professzor. Az Összefogás Pécsért Egyesületnek jelenleg három tagja van a pécsi közgyűlésben (Kővári János, Lengvárszky Attila és Végh Péter), akik Összefogás Pécsért Civil Frakció néven saját frakciót alkotnak és jelenleg a várost irányító koalíció tagjai. A frakció kezdeményezésére jött létre Pécsett a Természeti és Emberi Erőforrás Fejlesztési Bizottság, amelynek feladata a fenntartható városfejlesztés koordinálása. Az egyesület Kővári János személyében az országgyűlésbe is adott képviselőt.
Az egyesület 10 éven át tartó szabadegyetemi sorozatot szervezett, amely az életközpontú politika fontosságára mutatott rá több tudományterület jeles képviselőinek előadásaival. A gondolatait megosztotta többek között Andrásfalvy Bertalan, Mellár Tamás, Csókay András, Bogár László, Ángyán József, Illés Zoltán, Matolcsy György, Papp Lajos és még sokan mások.

## Külső hivatkozások
- Összefogás Pécsért Egyesület a Facebookon